# Henri Lachuer
Henri René Lachuer (* 9. Mai 1907 in Angers; † 27. Februar 1958 ebenda) war ein französischer Autorennfahrer.

## Karriere im Motorsport
Henri Lachuer startete einmal beim 24-Stunden-Rennen von Le Mans. Als Partner von Eugène Trillaud fuhr er 1929 einen Werks-D’Yrsan Grand Sport, der nach einem Motorschaden ausfiel.

## Statistik

### Le-Mans-Ergebnisse
| Jahr | Team              | Fahrzeug            | Teamkollege     | Platzierung | Ausfallgrund |
| ---- | ----------------- | ------------------- | --------------- | ----------- | ------------ |
| 1929 | Cyclecars D’Yrsan | D’Yrsan Grand Sport | Eugène Trillaud | Ausfall     | Motorschaden |